# Leucopogon dielsianus
Leucopogon dielsianus är en ljungväxtart som beskrevs av Ernst Georg Pritzel. Leucopogon dielsianus ingår i släktet Leucopogon och familjen ljungväxter. Inga underarter finns listade i Catalogue of Life.